# Charles-Auguste de Nassau-Weilbourg
Charles-Auguste de Nassau-Weilbourg, (en allemand Karl August von Nassau-Weilburg), né le 17 septembre 1685 à Weilbourg, décédé 9 novembre 1753 à Weilbourg.
Il est prince de Nassau-Weilbourg de 1719 à 1753.

## Famille
Fils de Jean-Ernest de Nassau-Weilbourg et de Marie-Polyxène de Leiningen-Dagsbourg-Hartenbourg.
En 1723, Charles-Auguste de Nassau-Weilbourg épouse Frédérique-Augusta de Nassau-Idstein (1699-1750), (fille du prince Georges de Nassau-Idstein).
Sept enfants sont nés de cette union, dont :
- Louise de Nassau-Weilbourg (1733-1764), en 1750 elle épouse le prince Simon-Auguste de Lippe (†1782)

- Charles-Christian de Nassau-Weilbourg, prince de Nassau-Weilbourg.

Charles-Auguste de Nassau-Weilbourg appartient à la huitième branche (branche cadette de Nassau-Weilbourg), elle-même issue de la septième branche (branche aînée de Nassau-Weilbourg) de la Maison de Nassau. Cette lignée cadette de Nassau-Weilbourg appartient à la tige valmérienne qui donna des grands-ducs au Luxembourg.
Charles-Auguste de Nassau-Weilbourg est, par la grande-duchesse Charlotte de Luxembourg, l'ascendant de l'actuel grand-duc Henri Ier de Luxembourg.